# Estación Armênia
La Estación Armênia es una Estación de Metropolitano perteneciente a la Línea 1 - Azul del Metro de São Paulo.

## Historia
Fue inaugurada el 26 de septiembre de 1975 con el nombre Ponte Pequena, como referencia al nombre del lugar (el antiguo puente de la Avenida Tiradentes sobre el Río Tamanduateí, que se contrastaba con el ya demolido Ponte Grande, sobre el Río Tietê). El 12 de noviembre de 1985, sucedió la modificación para el nombre actual, en homenaje a la colonia de aquel país europeo en la ciudad de São Paulo, quienes ayudaron financieramente en la construcción de la estación.

## Localización
Es la séptima estación saliendo de Tucuruvi, sentido Jabaquara. Se sitúa, oficialmente, en la Plaza Armenia, en el distrito de Bom Retiro, región central de la capital paulista. 

## Características

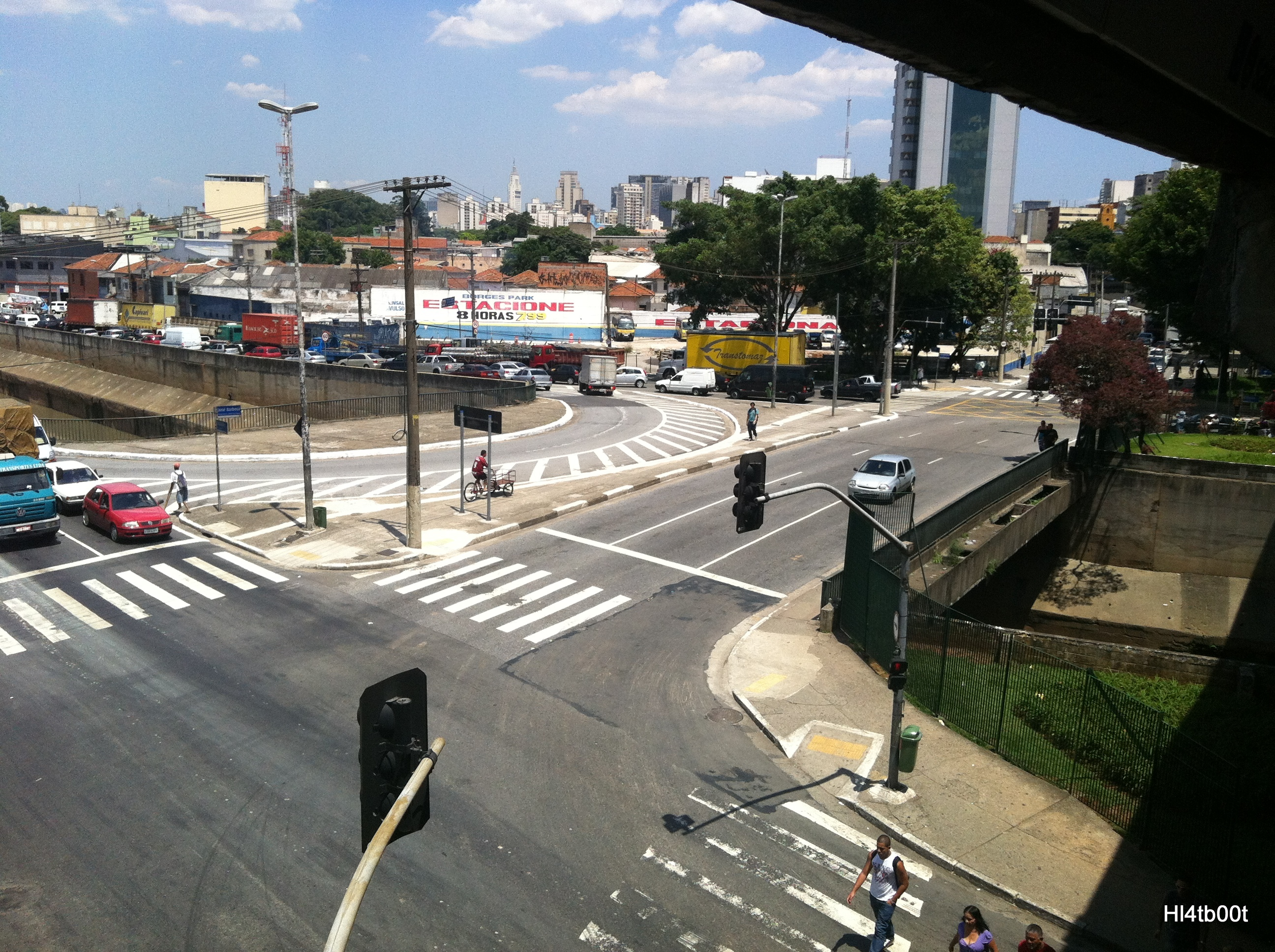
São Paulo - panorama.

Posee dos áreas de acceso y de bloqueo en los extremos de las plataformas y un elevador para portadores de discapacidades físicas, junto al cruce de la Avenida Tiradentes con la Avenida do Estado. El área de acceso norte posee dos salidas, una para la calle Pedro Vicente y la otra para la calle Eduardo Chaves. E área de acceso sur posee tres salidas: dos para la Plaza Armenia y Avenida Santos Dumont y la otra para la Avenida Tiradentes.
Se trata de una estación elevada, en curva, con estructura en concreto aparente, techo prefabricado de concreto y dos plataformas laterales, que se encuentran suspendidas sobre la Avenida do Estado y el Río Tamanduateí.
Junto a la estación fue construida una terminal de ómnibus metropolitanos, denominada Terminal Metropolitano Armênia Norte, de EMTU. Las líneas atienden los municipios de Guarulhos, Arujá, Mogi das Cruzes, Santa Isabel, Itaquaquecetuba y Osasco. Las plataformas de esta terminal, poseen acceso para personas portadoras de discapacidades físicas.

## Demanda media de la estación
La media de entrada de pasajeros en esta estación, es de 23 mil pasajeros por día. Aproximadamente 1/3 de las personas que embarcan en la Estación Sé, sentido Tucuruvi desembarcan en esta estación, para hacer uso de la Terminal Armênia de EMTU.

## Líneas de SPTrans
Líneas de la SPTrans que salen de la Estación Armênia del Metro
| Línea   | Destino      |
| ------- | ------------ |
| 6401/51 | Vila Olímpia |
| 719P/10 | Pinheiros    |

## Alrededores de la estación[3]
- Estádio do Canindé
- Shopping D
- Teatro Taib

Educación
- Centro Federal de Educación Tecnológica de São Paulo
- Colegio de la Policía Militar del Estado de São Paulo
- Escuela de Educación Física de la Policía Militar (CCFO)

Religión
- Iglesia apostólica armenia São Jorge
- Iglesia católica armenia
- Iglesia Central Evangélica Armênia
- Iglesia Nossa Senhora Auxiliadora
- Hogar São Cosme e Damião
- Suntuaria das Almas

Utilidad pública
- Centro Administrativo de la Policía Militar de São Paulo
- DETRAN
- Museo del Saneamiento
- Museo do Transporte Público Gaetano Ferolla
- Terminal Metropolitano Armênia Norte

## Tabla
| Sigla | Estación | Inauguración             | Capacidad                  | Integración                          | Plataformas | Posición | Comentarios                                   |
| ----- | -------- | ------------------------ | -------------------------- | ------------------------------------ | ----------- | -------- | --------------------------------------------- |
| PPQ   | Armênia  | 26 de septiembre de 1975 | 20 mil pasajeros hora/pico | Terminal Metropolitano Armênia Norte | Laterales   | Elevada  | Estación con estructura de concreto aparente. |